# روبرت إينغيرسول إنغلز سينيور
روبرت إينغيرسول إنغلز سينيور (بالإنجليزية: Robert Ingersoll Ingalls, Sr.)‏ هو شخصية أعمال أمريكي، ولد في 1882، وتوفي في 1951.